# Alfonso Mateo-Sagasta
Alfonso Mateo-Sagasta Llopis (Madrid, 6 de agosto de 1960) es un escritor  español especializado en la novela histórica y la novela policíaca histórica. Sus obras han recibido diversos premios, entre ellos el Ciudad de Zaragoza, el Espartaco y el Caja Granada de Novela Histórica, y han sido traducidas al francés y al italiano. Es descendiente de un primo de Práxedes Mateo-Sagasta, presidente del gobierno español en siete ocasiones entre 1871 y 1902.

## Biografía
Tras estudiar Geografía e Historia en la Universidad Autónoma de Madrid, obtuvo una licenciatura en Historia Antigua y Medieval. Ejerció como arqueólogo en distintas campañas en diversos yacimientos arqueológicos, y participó en la elaboración de la primera Carta Arqueológica de la Comunidad de Madrid. Fundó la librería Tipo, especializada en arqueología y antropología y editó la revista Arqrítica. A continuación se dedicó por completo a la escritura. 
Publicó su primera novela, El olor de las especias, en 2002, cuyo argumento se sitúa durante el siglo X en el condado de Castilla del Reino de León. Tres años después Mateo-Sagasta recibió los premios de novela histórica Ciudad de Zaragoza y Espartaco por su obra Ladrones de tinta. Desde entonces ha continuado publicando regularmente libros de narrativa y ensayo, especialmente en el ámbito de la novela histórica.   
En 2011 Mateo-Sagasta obtuvo el premio Caja Granada por la novela Caminarás con el sol. Tiene como protagonista a Gonzalo Guerrero, marino español que naufragó en 1511 frente a las costas de Yucatán y fue asimilado en el pueblo maya, del que llegó a ser jefe militar especialmente belicoso contra los conquistadores.
Mala Hoja (2017) está situada en la Cuba dominada por España durante el siglo XIX. Una conversación entre dos gerifaltes españoles en una casa de comidas de La Habana sirve para conocer el mundo del cultivo del tabaco y los abusos de la esclavitud moderna presente en toda la isla. José María Merino ha señalado: "Uno de los grandes hallazgos de esta novela es precisamente mostrarla [la esclavitud] con todo su descarnado horror y una naturalidad muy bien lograda”.
Su peor enemigo (2022) tiene como protagonista a Jerónimo de Pasamonte, quien llega a Madrid en 1605 para encontrarse caricaturizado como el galeote Ginés de Pasamonte en la primera parte del Quijote. A partir de ahí recorrerá Madrid indagando sobre el paradero de Cervantes para vengarse de él por la afrenta recibida. 
En 2025, el autor publicó El Reino de Belmonte. Una utopía urbana, basándose en las protestas vecinales de Cerro Belmonte de 1990, que durante una semana dieron lugar a una proclamación incruenta de independencia.
Alfonso Mateo-Sagasta también ha cultivado el ensayo, del que su muestra más extensa es Nación. La caída de la Monarquía Católica. Crónica de 1808-1837. En este libro sostiene la tesis de que no debe identificarse la nación española con el imperio de la Monarquía Hispánica de Austrias y Borbones, y sitúa el nacimiento de España en 1837, al definirse en la constitución de ese año la nación junto a algunos territorios de ultramar.

## Novelas de Isidoro Montemayor
El personaje de Isidoro Montemayor apareció por primera vez en la novela Ladrones de tinta (2004). Diez años después de que Francisco de Robles editara El Ingenioso Hidalgo don Quijote de la Mancha, se publica una continuación pirata firmada por Alonso Fernández de Avellaneda. Robles, furioso por ver su negocio en peligro, encarga a su empleado Isidoro Montemayor identificar y encontrar al tal Avellaneda para ajustarle las cuentas. Montemayor es un buscavidas pluriempleado como regente de un garito de naipes, corrector de pruebas de imprenta y redactor de gacetillas. Sus pesquisas tras Avellaneda le conducen a través de todo tipo de ambientes en la España del Siglo de Oro.
Las aventuras de Isidoro Montemayor continuaron en El gabinete de las maravillas. El marqués de Hornacho encuentra el cadáver de su archivero bárbaramente asesinado en la biblioteca del palacio. La víctima, Gonzalo Escondrillo, era responsable del gabinete de las maravillas de su señor, una cámara creada para reunir todos los prodigios y rarezas del mundo, desde el cuerno del unicornio más grande de Europa hasta la piel de un oso polar. El marqués encarga la investigación del crimen al hidalgo Isidoro de Montemayor, quien pondrá todo su empeño en encontrar al asesino.
La serie prosigue con El reino de los hombres sin amor, situada en 1615. Las coronas de Francia y España se proponen sellar la paz con una doble boda, la de la española Ana de Austria con el rey Luis XIII de Francia, y la de la francesa Isabel de Borbón con el príncipe Felipe, el conocido como Intercambio de las princesas. Tras los festejos, ambas damas, seguidas por sus respectivas cortes, emprenderán su camino hasta el paso de Behovia, en la frontera sobre el río Bidasoa. Pero Isidoro Montemayor, secretario y amante de la condesa de Cameros, no participa del júbilo general. Un asunto de contrabando de plata pone en peligro a su adorada Micaela y, en consecuencia, también a él.

## Obras

### Novelas
- El olor de las especias, Ediciones B, 2002.
- Ladrones de tinta (Isidoro Montemayor, 1), Ediciones B, 2005; Reino de Cordelia, 2021.
- El gabinete de las maravillas (Isidoro Montemayor, 2), Ediciones B, 2006; Reino de Cordelia, 2023.
- Las caras del tigre, Seix Barral, 2008
- Caminarás con el sol, Grijalbo, 2011
- El reino de los hombres sin amor (Isidoro Montemayor, 3), Grijalbo, 2014.
- Mala hoja, Reino de Cordelia, 2017.
- Su peor enemigo, Reino de Cordelia, 2022 (previamente publicada como El poeta cautivo, 2011).
- El Reino de Belmonte. Una utopía urbana, Reino de Cordelia, 2025.

### Ensayo
- Apuntes sobre el mundo de don Quijote, Editorial Azul, 2016.
- La oposición, Reino de Cordelia, 2016.
- Tratando de tiburones con Karlos Simón, Reino de Cordelia, 2019.
- Nación. La caída de la Monarquía Católica. Crónica de 1808 a 1837, Reino de Cordelia, 2022.
- Un paseo por el Madrid de Cervantes, Reino de Cordelia, 2024.

### Infantil
- Mangata, Narval Editores, 2022.

## Galardones
- Premio Internacional de Novela Histórica Ciudad de Zaragoza 2005 por Ladrones de tinta.
- Premio Espartaco de Novela Histórica 2005 por Ladrones de tinta.
- Premio Espartaco de Novela Histórica 2007 por El gabinete de las maravillas.
- Premio Caja Granada de Novela Histórica 2011 por Caminarás con el sol.
- Premio Espartaco de Novela Histórica 2015 por El reino de los hombres sin amor.